# Вест-Палм-Біч

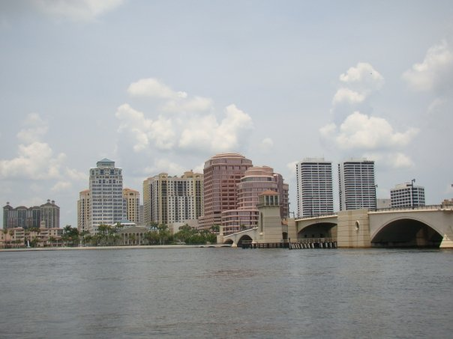
Вигляд центру Вест-Палм

Вест-Палм-Біч (англ. West Palm Beach, «Західний пальмовий пляж») — місто (англ. city) в США, адміністративний центр округу Палм-Біч на південному сході штату Флорида, на узбережжі Атлантичного океану. Населення — 117 415 осіб (2020); агломерації Вест-Палм-Біч — Бока-Ратон — Бойнтон-Біч — 1 279 950 осіб (2009 рік). Агломерація Вест-Палм-Біч є підагломерацією Маямі — Форт-Лодердейл — Помпано-Біч з загальним населенням 5 547 051 особа (2009 рік). Расовий склад міста: 42 % білих, 33 % чорних, 23 % латинів, 2 % азіатів..
Місто засноване Генрі Флаглером як помешкання прислуги для готелів Палм-Біч через озеро Ворт.
Середньодобова температура липня — +28 °C, січня — +18 °C. Щорічні опади — мм з піком на місяці.
Біля міста розташований Палм-Біч міжнародний аеропорт. З Маямі й Форт-Лодердейлом місто пов'язане Трай-Рейл — легким надшвидкісним метро.

## Географія
Вест-Палм-Біч розташований за координатами 26°44′54″ пн. ш. 80°7′36″ зх. д. / 26.74833° пн. ш. 80.12667° зх. д. (26.748301, -80.126608). За даними Бюро перепису населення США в 2010 році місто мало площу 150,32 км², з яких 143,21 км² — суходіл та 7,11 км² — водойми.

### Клімат
Місто знаходиться у зоні, котра характеризується вологим тропічним кліматом. Найтепліший місяць — серпень із середньою температурою 28.3 °C (83 °F). Найхолодніший місяць — січень, із середньою температурою 18.7 °С (65.7 °F).
| Клімат Вест-Палм-Біча   | Клімат Вест-Палм-Біча | Клімат Вест-Палм-Біча | Клімат Вест-Палм-Біча | Клімат Вест-Палм-Біча | Клімат Вест-Палм-Біча | Клімат Вест-Палм-Біча | Клімат Вест-Палм-Біча | Клімат Вест-Палм-Біча | Клімат Вест-Палм-Біча | Клімат Вест-Палм-Біча | Клімат Вест-Палм-Біча | Клімат Вест-Палм-Біча | Клімат Вест-Палм-Біча |
| Показник                | Січ.                  | Лют.                  | Бер.                  | Квіт.                 | Трав.                 | Черв.                 | Лип.                  | Серп.                 | Вер.                  | Жовт.                 | Лист.                 | Груд.                 | Рік                   |
| Абсолютний максимум, °C | 31,7                  | 32,2                  | 35                    | 37,2                  | 36,1                  | 36,7                  | 38,3                  | 37,2                  | 36,1                  | 35                    | 32,8                  | 32,2                  | 38,3                  |
| Середній максимум, °C   | 23,7                  | 24,7                  | 25,9                  | 27,6                  | 29,8                  | 31,3                  | 32,2                  | 32,3                  | 31,3                  | 29,4                  | 26,7                  | 24,6                  | 28,3                  |
| Середня температура, °C | 18,7                  | 19,9                  | 21,4                  | 23,2                  | 25,8                  | 27,4                  | 28,2                  | 28,3                  | 27,7                  | 25,7                  | 22,7                  | 20,1                  | 24,1                  |
| Середній мінімум, °C    | 13,8                  | 15,1                  | 16,8                  | 18,8                  | 21,7                  | 23,5                  | 24,2                  | 24,4                  | 24                    | 22,1                  | 18,6                  | 15,6                  | 19,9                  |
| Абсолютний мінімум, °C  | −2,8                  | 0                     | −1,1                  | 6,1                   | 10,6                  | 16,1                  | 18,9                  | 18,3                  | 18,9                  | 7,8                   | 2,2                   | −2,2                  | −2,8                  |
| Норма опадів, мм        | 78.7                  | 71.1                  | 116.8                 | 94                    | 114.3                 | 210.8                 | 147.3                 | 203.2                 | 213.4                 | 129.5                 | 121.9                 | 86.4                  | 1582.4                |
| Днів з опадами          | 8,1                   | 7,6                   | 8,9                   | 7,1                   | 9,7                   | 15,3                  | 15,1                  | 17,4                  | 16,7                  | 12,1                  | 9,2                   | 8,7                   | 135,9                 |
| Днів з дощем            | 8                     | 7                     | 8                     | 7                     | 11                    | 14                    | 15                    | 16                    | 17                    | 13                    | 9                     | 8                     | 133                   |
| Вологість повітря, %    | 73.7                  | 73.3                  | 70.3                  | 68.1                  | 71.2                  | 77.6                  | 76.7                  | 77.5                  | 77.9                  | 74.4                  | 73                    | 74.7                  | 74.1                  |
| ----------------------- | --------------------- | --------------------- | --------------------- | --------------------- | --------------------- | --------------------- | --------------------- | --------------------- | --------------------- | --------------------- | --------------------- | --------------------- | --------------------- |
| Джерело: Weatherbase    |                       |                       |                       |                       |                       |                       |                       |                       |                       |                       |                       |                       |                       |

## Демографія

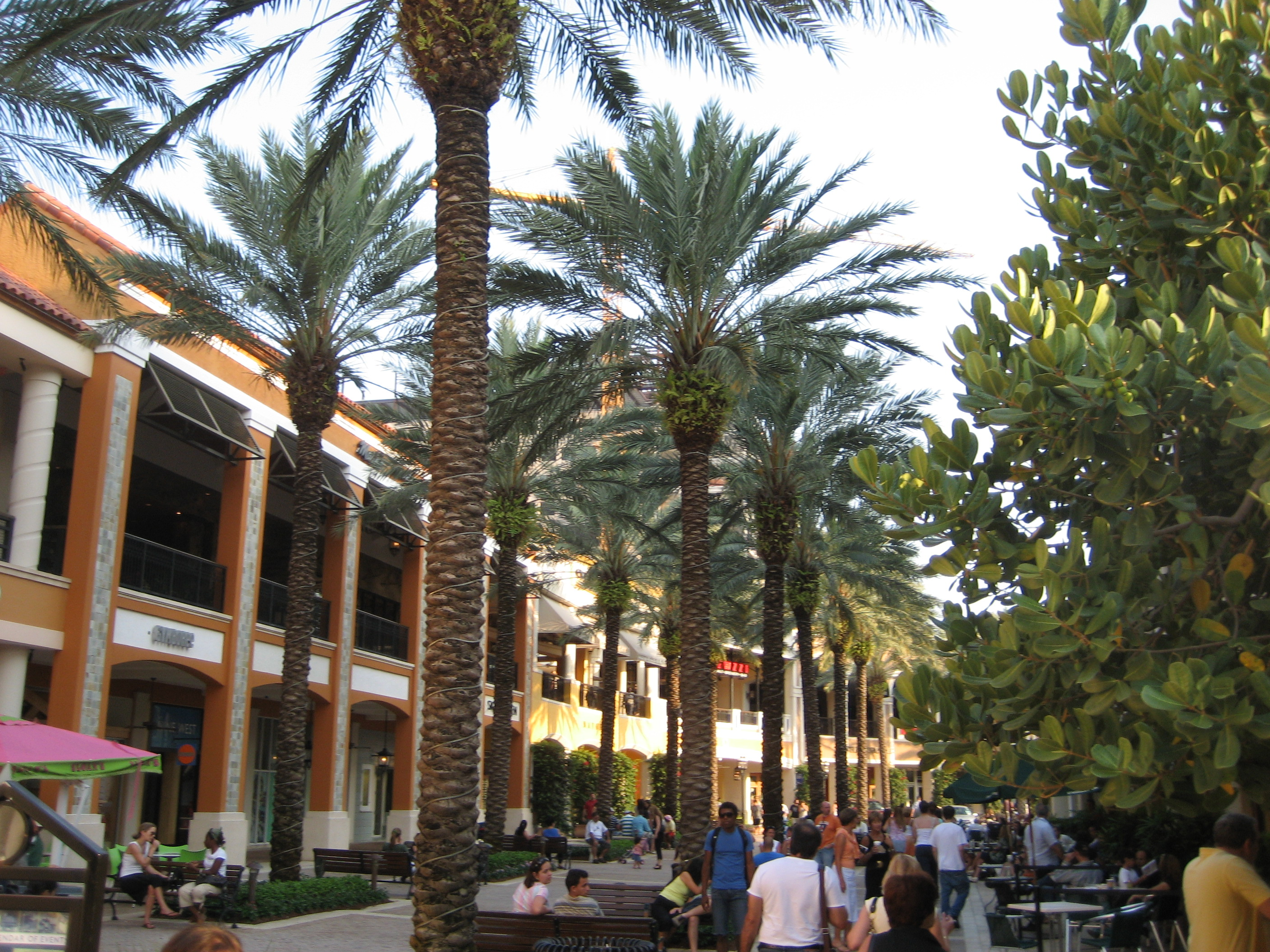
Вигляд торгової вулиці СітіПлейс-Плаза

Згідно з переписом 2010 року, у місті мешкало 99 919 осіб у 42 912 домогосподарствах у складі 23 068 родин. Густота населення становила 665 осіб/км². Було 54179 помешкань (360/км²).
Расовий склад населення:
| - 56,7 % — білих - 32,5 % — чорних або афроамериканців - 2,3 % — азіатів - 0,5 % — корінних американців - 0,1 % — вихідців з тихоокеанських островів - 5,3 % — осіб інших рас |

До двох чи більше рас належало 2,7 %. Частка іспаномовних становила 22,6 % від усіх жителів.
За віковим діапазоном населення розподілялося таким чином: 19,9 % — особи молодші 18 років, 64,1 % — особи у віці 18—64 років, 16,0 % — особи у віці 65 років та старші. Медіана віку мешканця становила 38,1 року. На 100 осіб жіночої статі у місті припадало 94,8 чоловіків; на 100 жінок у віці від 18 років та старших — 92,8 чоловіків також старших 18 років.
Середній дохід на одне домашнє господарство становив 71 793 долари США (медіана — 45 800), а середній дохід на одну сім'ю — 86 026 доларів (медіана — 51 899). Медіана доходів становила 40 043 долари для чоловіків та 35 508 доларів для жінок. За межею бідності перебувало 20,0 % осіб, у тому числі 31,1 % дітей у віці до 18 років та 11,8 % осіб у віці 65 років та старших.
Цивільне працевлаштоване населення становило 49 833 особи. Основні галузі зайнятості: освіта, охорона здоров'я та соціальна допомога — 21,1 %, науковці, спеціалісти, менеджери — 15,7 %, мистецтво, розваги та відпочинок — 13,8 %, роздрібна торгівля — 13,7 %.

## Уродженці
- Кесседі Поп (* 1989) — американська співачка, автор пісень.